# NGC 1773
NGC 1773 ist ein Emissionsnebel im Sternbild Schwertfisch in der Großen Magellanschen Wolke.
NGC 1773 wurde im Jahre 1837 von John Herschel entdeckt und ist im New General Catalogue verzeichnet.